# پیرو دی کوزیمو
پیرو دی کوزیمو (ایتالیایی: Piero di Cosimo; ۲ ژانویهٔ ۱۴۶۲ – ۲۲ آوریل ۱۵۲۲) نقاش فلورانسی دوره رنسانس ایتالیا بود. او را بیشتر با نقاشی‌های تمثیلی و اساطیری‌اش که در سبک کواتروچنتوی متأخر آفرید، می‌شناسند. از نقاشی‌های مشهورش می‌توان مرگ پروکریس و پرترهٔ سیمونتا وسپوچی را نام برد.

## نگارخانه

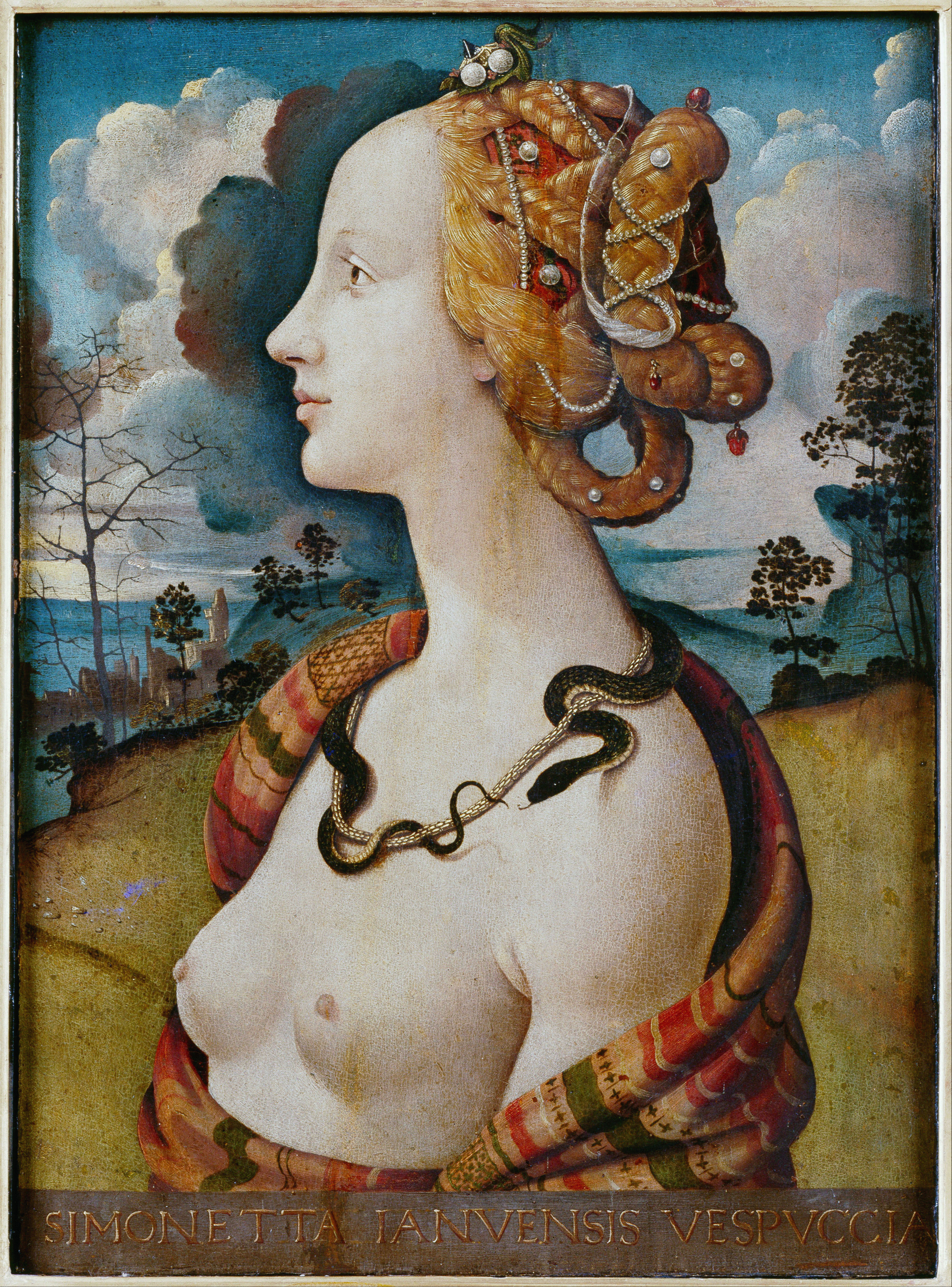
پُرترهٔ سیمونتا وسپوچی حوالی ۱۴۹۰ م. موزه کنده
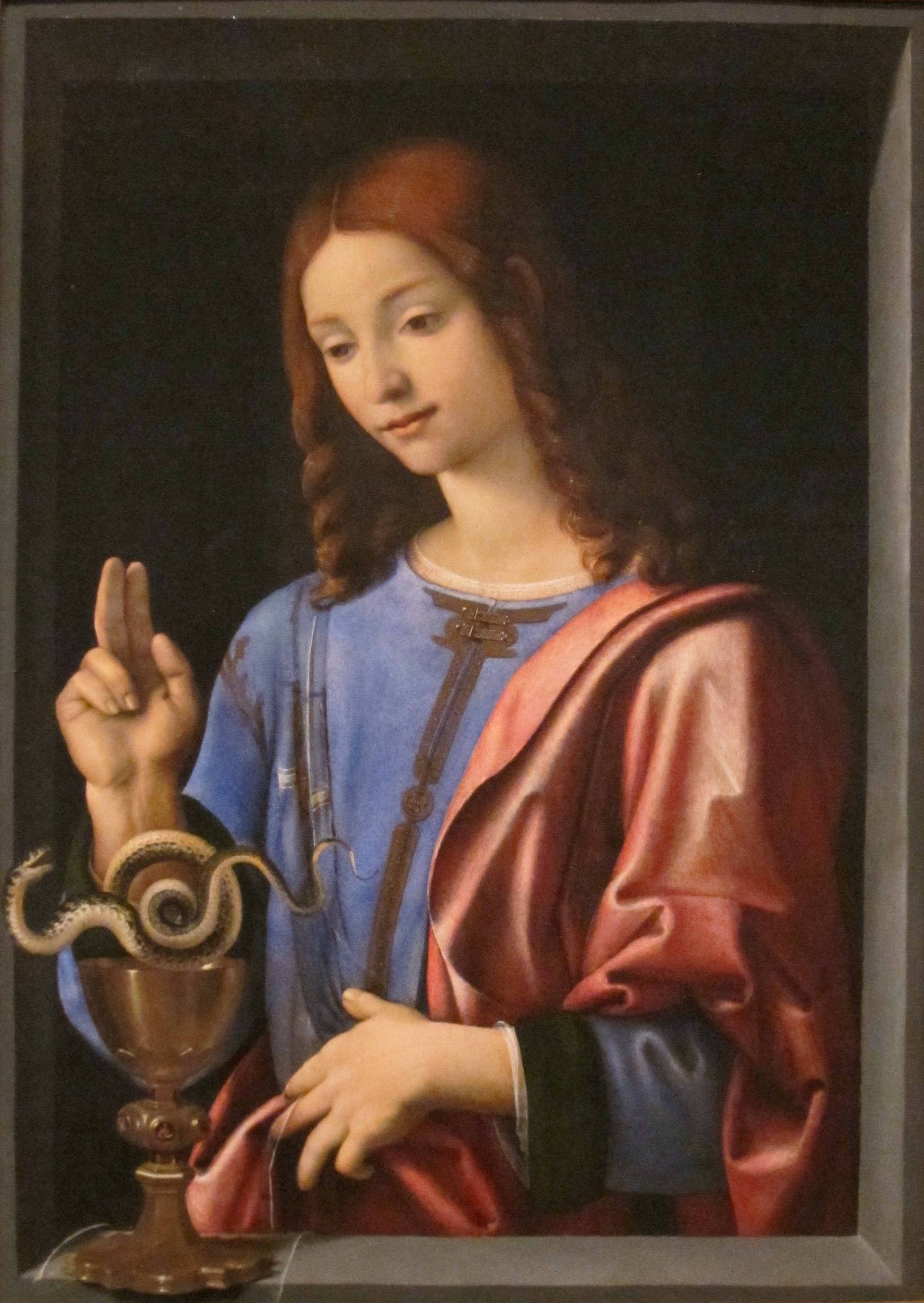
یوحنای انجیلی, oil on panel, 1504-6, Honolulu Museum of Art, ایالات متحده آمریکا
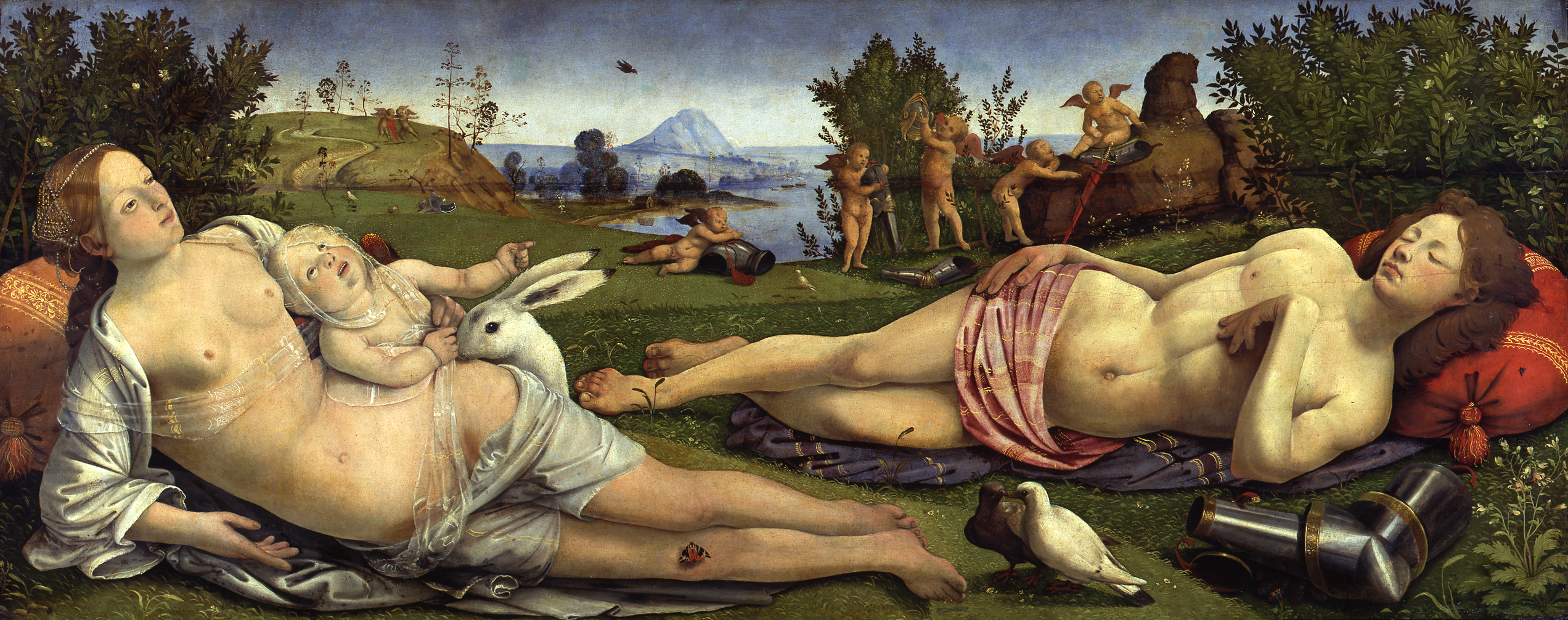
Venus, Mars and Cupid, گمالده‌گالری،  ح. ۱۵۰۵
Visitation, with Saints Nicolas and Anthony Abbot, ح. ۱۴۹۰
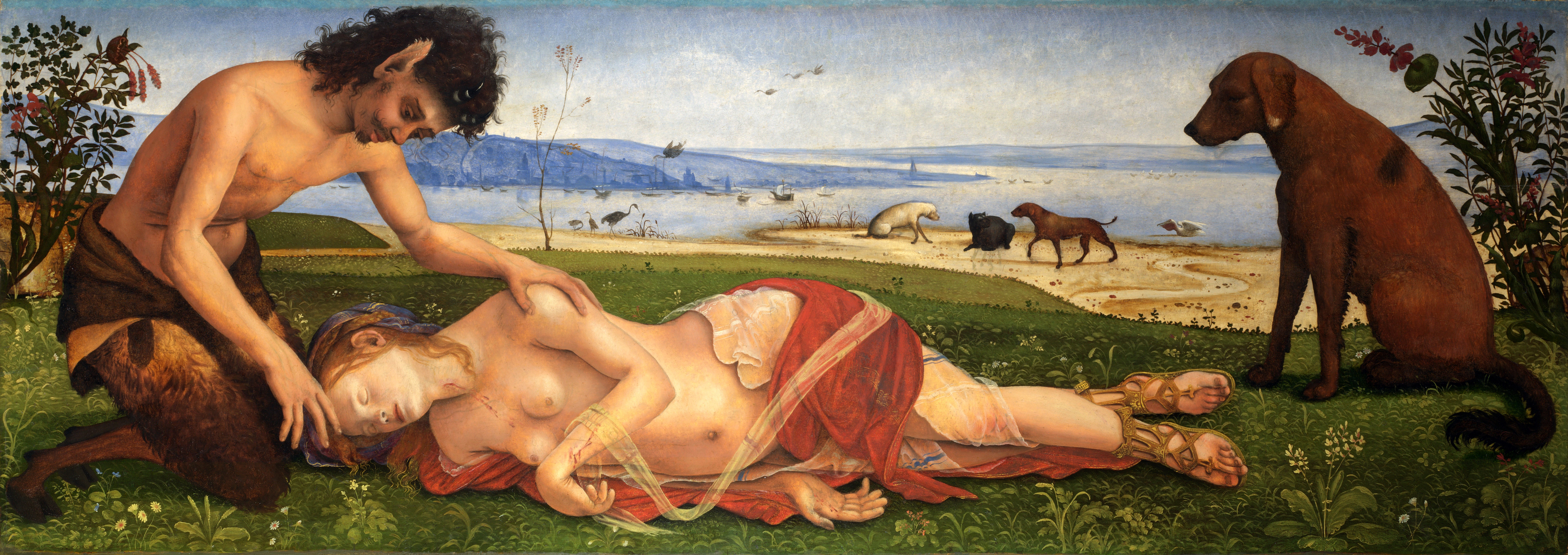
مرگ پروکریس
حدود ۱۴۹۵ م.
نگارخانه ملی لندن
منسوب به پیرو دی کوزیمو